# Loudon megye
Loudon megye az Amerikai Egyesült Államokban, azon belül Tennessee államban található. Megyeszékhelye Loudon, legnagyobb városa Lenoir City. Lakosainak száma 54 886 fő (2020. április 1.). Loudon megye Knox, Monroe, Blount, McMinn és Roane megyékkel határos.

## Népesség
A megye népességének változása:
| Lakosok száma | 48 741 | 49 069 | 49 742 | 50 448 | 51 130 | 54 886 |
|               | 2010   | 2011   | 2012   | 2013   | 2015   | 2020   |